# Murtaz Churcilava
Murtaz Kalistratovič Churcilava, gruzínsky მურთაზ ხურცილავა (* 5. leden 1943 Bandza) byl gruzínský fotbalista, jenž reprezentoval někdejší Sovětský svaz. Hrával na pozici obránce.
Za sovětskou reprezentaci odehrál 69 utkání a vstřelil 6 branek. Získal s ní stříbrnou medaili na mistrovství Evropy roku 1972 a UEFA ho zařadila i do all-stars týmu tohoto turnaje. Hrál též na dvou světových šampionátech (1966, 1970) a Euru 1968 (byť na závěrečném turnaji nenastoupil). Má též bronzovou medaili z olympijských her v Mnichově roku 1972. Spolu s Alexandrem Čivadzem je jediným Gruzíncem, který vedl reprezentaci SSSR jako kapitán.
Roku 2003 ho Gruzínská fotbalová federace vybrala jako nejlepšího gruzínského fotbalistu uplynulých 50 let a nominovala ho tak do elitní dvaapadesátky hráčů ("Golden Players") složené u příležitosti 50. výročí federace UEFA.
Po skončení hráčské kariéry se stal trenérem.